# 泰济格利蒙
泰济格利蒙（法語：Thézy-Glimont，發音：[tezi ɡlimɔ̃]），法国北部市镇，位于上法兰西大区索姆省，隶属于亚眠区，其市镇面积为6.76平方公里，2022年1月1日时人口数量为666人，在法国市镇中排名第13,551位。
泰济格利蒙位于索姆省中部偏东南，阿夫尔河畔，奥尔穆瓦-维莱—博沃铁路由此经过并设站。

## 地名来源
“泰济”一名最初于662年以“Taceacum”的形式被记载，该名称的来源尚有待考证。“格利蒙”一名则来源于当地18世纪末的领主菲利普·德萨凯斯佩（Philippe de Sacquespée），后者被赐予“gentilhomme”的称号。

## 历史
泰济格利蒙于公元13世纪左右形成聚落，彼时，阿夫尔河向左侧改道，原有的河道干涸后成为适合农业发展的沃土。1735年，当地居民埃卢瓦·莫雷尔（Eloi Morel）发明了一种大铲子，可以汲取当地地下7至8米深的泥炭。法国大革命后，泰济格利蒙成为索姆省的一个市镇。工业革命期间，沿阿夫尔河修建的奥尔穆瓦-维莱—博沃铁路建成，并在泰济格利蒙设站。

## 地理

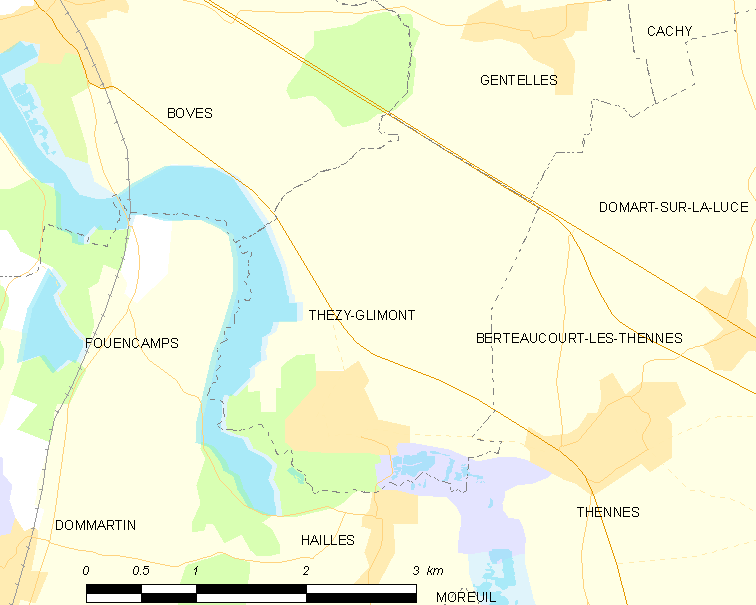
泰济格利蒙市镇范围地图

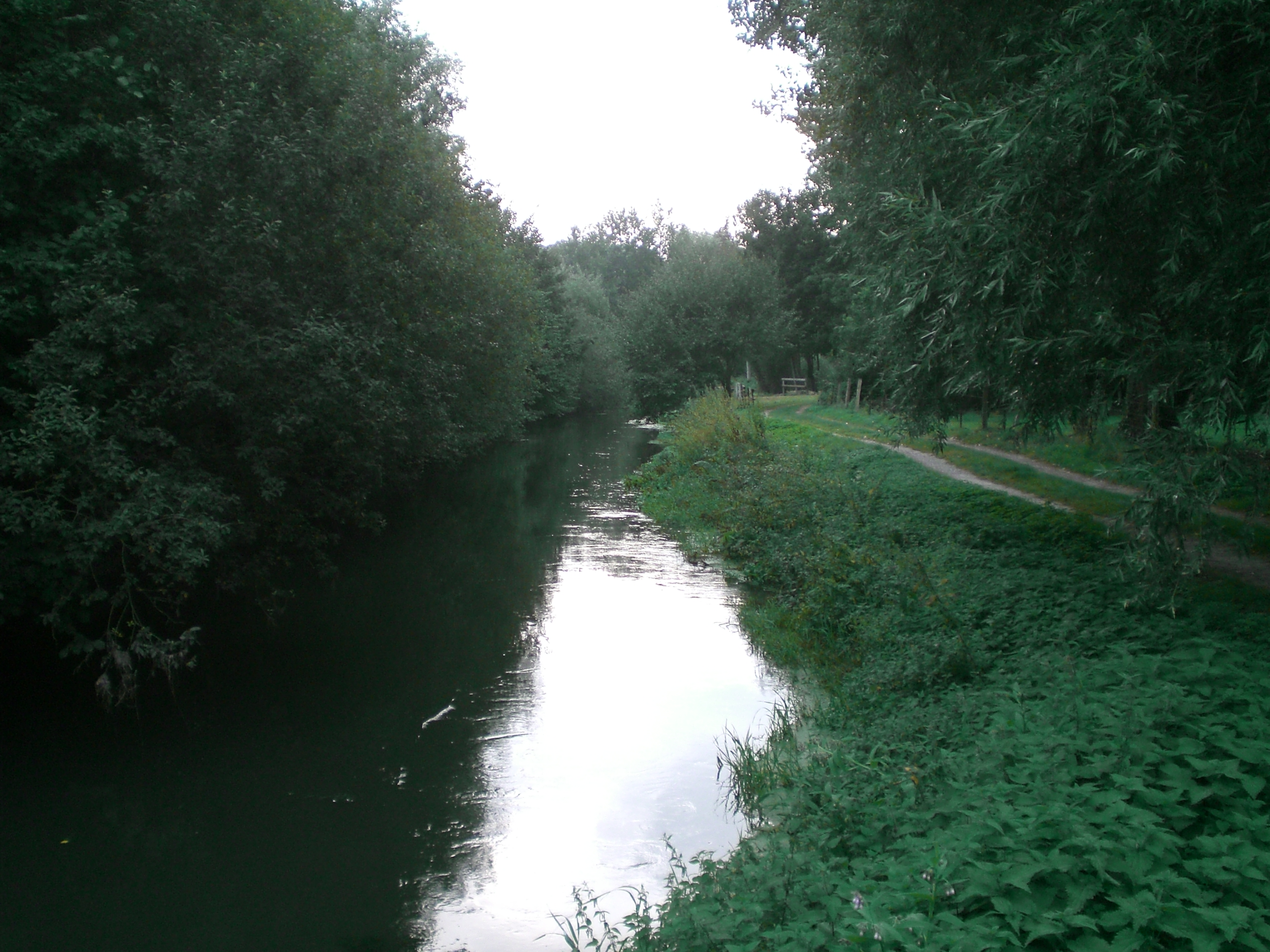
阿夫尔河泰济格利蒙段

泰济格利蒙位于法国北部，上法兰西大区中南部和索姆省中部偏东南，距离省会亚眠大约15公里。与泰济格利蒙接壤的市镇包括：博沃、贝尔托库尔莱泰讷、富昂康、让泰勒、阿耶、泰讷。

### 地形
泰济格利蒙位于法国北部皮卡第平原腹地，境内以浅丘为主，市镇中心地势较为平坦，全境海拔在30到114米之间。

### 水文
阿夫尔河自东南向西北流经泰济格利蒙市区南部，该河是索姆河的支流。

### 植被
泰济格利蒙属于温带阔叶混交林区，林地广泛分布于河流附近。
在鲜花城市的评比中，泰济格利蒙暂未被评级。

### 气候
泰济格利蒙在柯本气候分类法中属于温带海洋性气候。

## 行政区划
泰济格利蒙是法国上法兰西大区索姆省的一个市镇，编号为80752。泰济格利蒙隶属于亚眠区、索姆省第二选区以及努瓦河畔阿伊县，同时也是亚眠都会城市圈公共社区的办公驻地。
法国国家统计与经济研究所（简称）在进行数据统计时，将包括泰济格利蒙在内的周边共210个市镇划为亚眠城市区。自2020年起，亚眠城市区被包含369个市镇的亚眠城市辐射区代替。此外，还将泰济格利蒙市镇整体看作一个“块区”（IRIS）。

## 交通

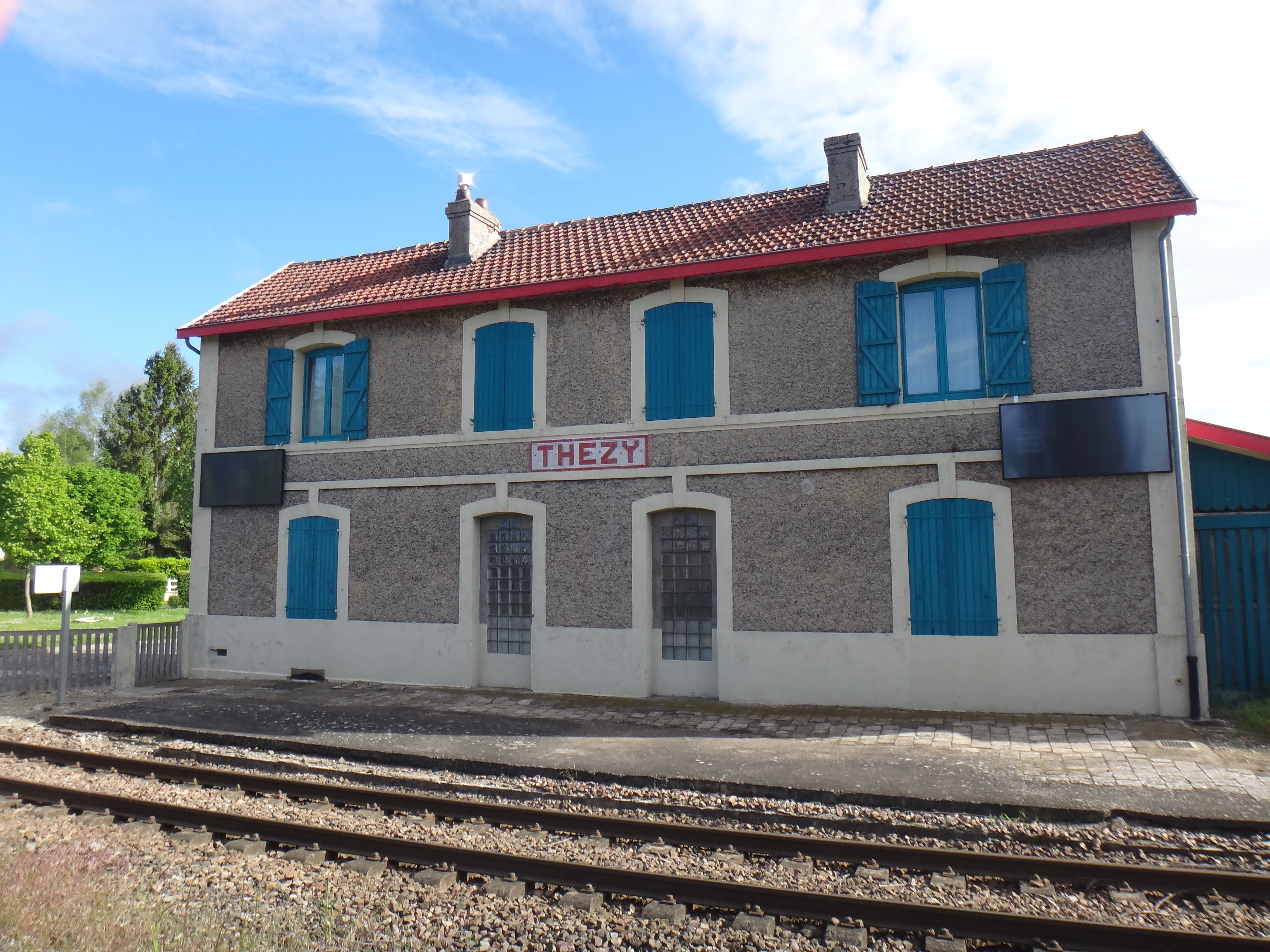
泰济格利蒙站

### 公路
索姆省省道D90E线、D934线和D935经过泰济格利蒙境内。
2017年，87.7%的泰济格利蒙家庭拥有至少一辆私人汽车。2018年，泰济格利蒙境内共发生各类交通事故1起，造成1人受伤。

### 铁路
泰济格利蒙位于奥尔穆瓦-维莱—博沃铁路上。泰济格利蒙站位于市区中南部，停靠往返于亚眠和贡比涅一线的区域列车。

### 航空
距离泰济格利蒙最近的民用航空站为博韦-蒂耶机场，距离泰济格利蒙市中心的公路里程约54公里。

### 城市公共交通
截至2021年8月，泰济格利蒙暂无城市公共交通系统。

## 政治
泰济格利蒙的现任市长为帕特里克·德索先生（Patrick Desseaux），他是一名中间派，在2020年的市政选举中获得了100%的支持率（无其他候选人）。
在2017年的法国总统大选中，法国第25任总统埃马纽埃尔·马克龙在泰济格利蒙获得了56.45%的支持率。

## 人口
2018年，泰济格利蒙市镇人口数量为664，在法国排名第13,551位。其中男性326人，女性336人，75岁及以上人口占2.9%，外籍人口数量为70人，人口密度为98人/平方公里，当地居民被称为（男性）或（女性）。2019年，泰济格利蒙境内出生13人，死亡人口2人。
| 年份   | 1936 | 1946 | 1954 | 1962 | 1968 | 1975 | 1982 | 1990 | 1999 | 2006 | 2007 | 2012 | 2017 | 2018 |
| ------ | ---- | ---- | ---- | ---- | ---- | ---- | ---- | ---- | ---- | ---- | ---- | ---- | ---- | ---- |
| 人口數 | 337  | 350  | 317  | 327  | 301  | 363  | 400  | 457  | 419  | 447  | 451  | 509  | 662  | 664  |

## 经济
截止2021年7月，泰济格利蒙共有各类用人单位或自雇54家。

## 财政收入
2019年，泰济格利蒙的财政收入总额为235,140欧元，财政支出总额为350,150欧元，当年的债务总额为1,530欧元。2020年，泰济格利蒙共获得53,180欧元的国家财政补助，比上一年增加了0.01%。
2019年，泰济格利蒙的家庭平均月收入总额为2,966欧元，高于法国平均水平（2,318欧元）。
2017年，泰济格利蒙境内的青壮年（15至64岁）失业率为7.9%，当地69.4%的家庭拥有纳税资格，平均纳税3,297欧元，低于法国平均水平（3,888欧元）。

## 社会事务

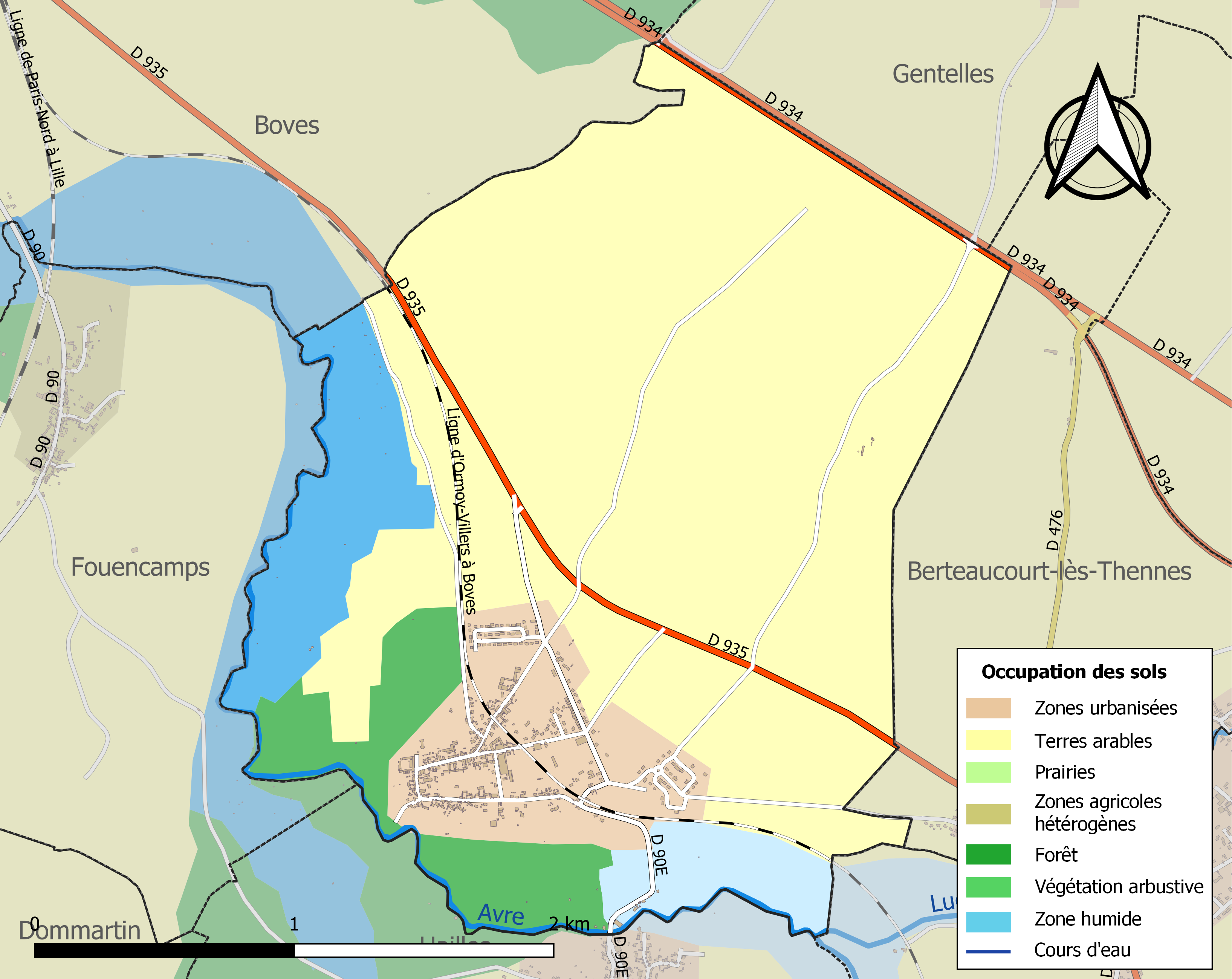
土地利用情况地图

### 教育
泰济格利蒙属于亚眠学区。截止2019年1月1日，泰济格利蒙境内暂无任何教育机构。

### 医疗
截止2019年1月1日，泰济格利蒙境内暂无任何医疗机构及医务人员。
距离泰济格利蒙最近的区域性医疗机构为亚眠皮卡第大学中心医院，其主病区位于亚眠市区南部，设有床位1,099个，是当地规模最大的公立综合性医院。

### 住房
2017年，泰济格利蒙境内共有各类住房285套，其中90.5%为独立式居民区，2.8%为集中式居民区。常住房屋占泰济格利蒙市镇范围内居民建筑总量的96.8%。
在住房保障政策方面，2017年，泰济格利蒙境内共有12户家庭获得了住房经济补助，受益人数占总人口数量的1.8%，其中尚无居民获得房租补助。

### 商业
2019年，泰济格利蒙境内共有各类实体商铺6家，其中1家为美容美发店。

### 体育
2019年，泰济格利蒙境内暂无任何体育设施。
截至2021年8月，泰济格利蒙境内暂无任何注册足球俱乐部。

### 环境
泰济格利蒙的环境事务由其所属的公共社区负责。2019年，泰济格利蒙境内暂无污染企业。

### 治安
2014年，泰济格利蒙及附近地区共发生各类案件2,448起，其中盗窃类案件1,598起，经济类案件193起，毒品交易类案件51起。

## 文化

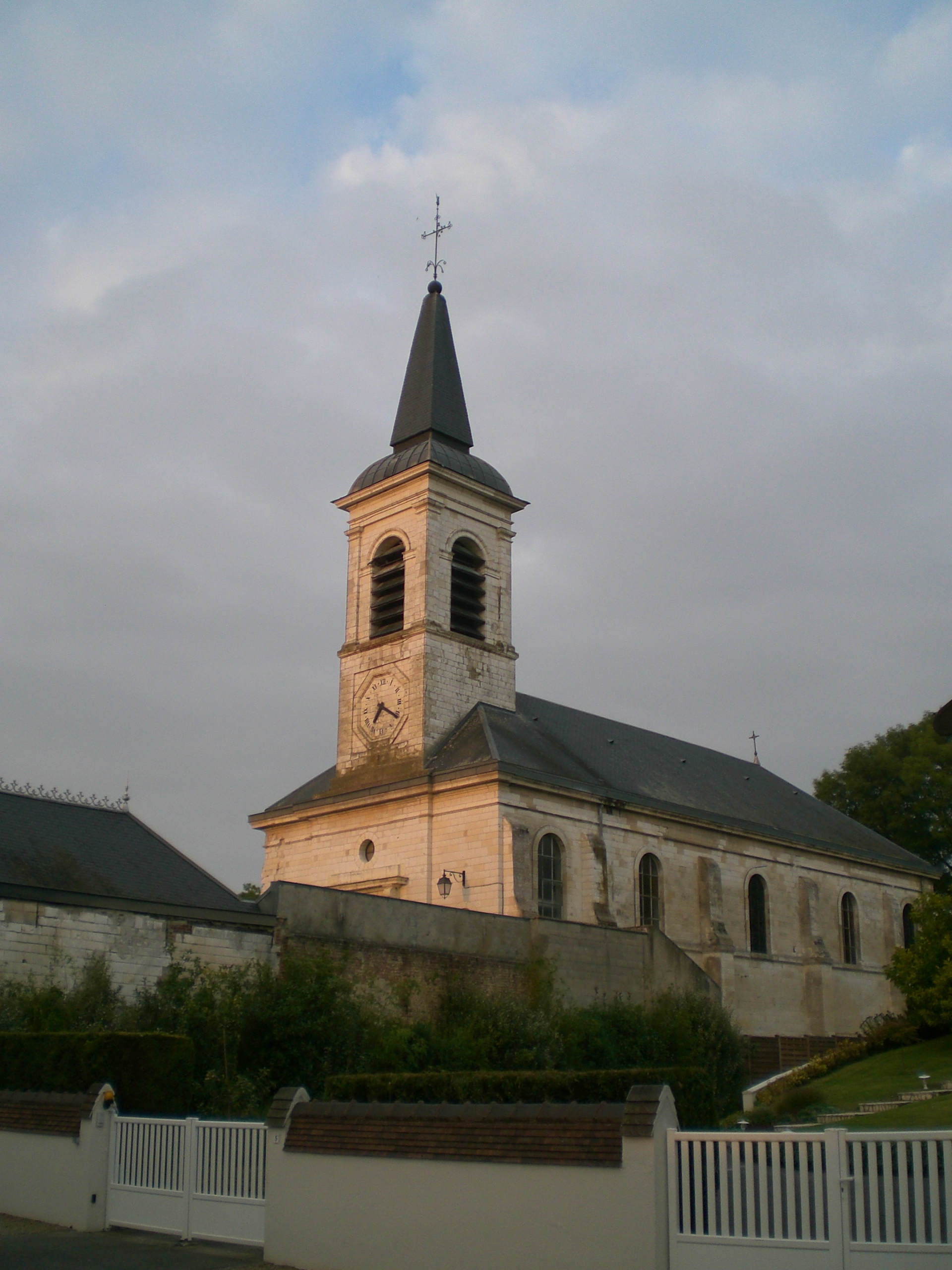
圣马丁教堂

2019年，泰济格利蒙境内暂无任何文化设施。

### 建筑
泰济格利蒙境内有多处历史建筑，其中圣马丁教堂（Église Saint-Martin）是当地的代表性建筑物。

### 旅游
泰济格利蒙的旅游事务由其所属的公共社区负责。2020年，泰济格利蒙境内暂无任何游客接待设施。

### 媒体
法国主要的媒体均可在泰济格利蒙接收，法国电视三台下属的上法兰西大区频道在部分时段播出泰济格利蒙所属区域的地方新闻。

## 友好城市
截至2021年8月，泰济格利蒙暂未建立任何友好城市关系。